# Magdics Gáspár
Magdics Gáspár István O. Cist. (Ráckeve,  1866. december 8. – Budapest, 1935. június 26.) ciszterci szerzetes, gimnáziumi tanár.

## Élete
A gimnáziumot Székesfehérváron, Zircen és Egerben, a teológiát Zircen és Budapesten végezte. 1884. augusztus 28.n lépett  a rendbe, 1891. július 10.-n ünnepélyes fogadalmat tett, július 14.-n pappá szentelték. Matematika-fizika szakos tanári oklevelet szerzett.
1891-től Egerben, 1892-től Pécsett, 1912-től Székesfehérvárott, 1917-től Budapesten gimnáziumi tanár.

## Munkássága
A kor liberális gondolkodású szerzetes tanárai között első volt, aki a tanítást apostoli munkának tekintette; tantárgyával, fizikai kísérleteivel természetfeletti hitre akart nevelni. A tudománynál többre tartotta az önnevelést, a jellemet. A legkiválóbb fizikusok műveiből merítve írta tanulmányait.

## Művei
- Tanulságosabb fejezetek a természettudományok köréből. Összeáll. Budapest, 1916. 2. kiadás uo., 1922.
- A kozmológiai érv a fizikában. Budapest, 1921. (Klny. Religio)
- Adatok a természet célszerűségéhez merített istenérvhez. Budapest, (1923.
- A kozmológiai istenérv. Budapest, 1932. (Klny. Katolikus Nevelés)
- A természettudomány útjai Istenhez. Budapest, 1932. (Szt István könyvek 95-97.)

## Emlékezete
2015. december 10-én Pécsett egykori iskolájában, a Ciszterci Rend Nagy Lajos Gimnáziumában matematika szaktantermet neveztek el róla.